# Eduardo Coutinho
Eduardo de Oliveira Coutinho (* 11. Mai 1933 in São Paulo; † 2. Februar 2014 in Rio de Janeiro) war ein brasilianischer Filmschaffender, der bekannt für seine Dokumentarfilme war. Die Werke Coutinhos zeichnen sich durch seine Sensibilität und die Fähigkeit aus, „dem andern zuzuhören“.
Seine ersten Filme realisierte er während seiner Studienzeit im IDHEC. Nach seiner Rückkehr nach Brasilien wirkte er ab den 1960er Jahren beim Centro Popular de Cultura (Populärkulturzentrum) da União Nacional dos Estudantes (Brasilianisches Studentenwerk) mit.
Zu seinen bekanntesten Filmen zählen Cabra Marcado para Morrer und Edifício Master, die auch international ein hohes Ansehen genieß0en.